# Mailani
Mailani es un pueblo y nagar Panchayat situado en el distrito de Lakhimpur Kheri en el estado de Uttar Pradesh (India). Su población es de 13416 habitantes (2011). 

## Demografía
Según el censo de 2011 la población de Mailani era de 13416 habitantes, de los cuales 7547 eran hombres y 6649 eran mujeres. Mailani tiene una tasa media de alfabetización del 65,74%, inferior a la media estatal del 67,68%: la alfabetización masculina es del 73,19%, y la alfabetización femenina del 57,36%.